# آلفرد باکویریزو مورنو (شهر)
الفرد باکویریزو مورنو (شهر) (به اسپانیایی: Alfredo Baquerizo Moreno (town)) یک منطقهٔ مسکونی در اکوادور است که در استان گوایاس واقع شده‌است.

## خصوصیات
الفرد باکویریزو مورنو ۱۷٬۵۱۲ نفر جمعیت دارد.